# Mariam Fakhr Eddine
Mariam Fakhr Eddine  (n. 8 septembrie 1933, Al Fayyum, Egipt – d. 3 noiembrie 2014, Cairo, Egipt) a fost o actriță egipteană, din perioada de aur a cinematografiei egiptene (anii 1950-1960), câștigând și fiind cunoscută sub titlul de „cel mai frumos chip” organizat de revista de limbă franceză Image. A jucat în filmul Al-Aydi el-Naema (Mâini tandre, 1963), nominalizat la Ursul de Argint, iar printre cele mai cunoscute filme ale sale se numără Diavolul deșertului (1954), Une lettre d'amour (1954) și Fenêtre sur le paradis (1954).

## Biografie

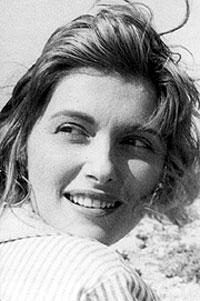
Actrița Mariam Fakhr Eddine

S-a născut în Al Fayyum având un tată egiptean și o mamă maghiară; atât Mariam, cât și fratele ei, actorul Youssef Fakhr Eddine (1935–2002) au fost descoperiți de actorul și regizorul Mahmoud Zulficar (1914 - 1970), autorul (printre altele, și al filmului Femeia necunoscută).
Până la decesul ei în 2014, Mariam Fakhr Eddine a jucat în mai mult de 200 de filme.

## Filmografie selectivă
- 1951: Une nuit d'amour
- 1952: Les Pauvres
- 1953: Le Doute meurtrier - Wafaa
- 1954: Fenêtre sur le paradis
- 1954: La Bonne Terre
- 1954: Une lettre d'amour
- 1954: Promesse
- 1954: Diavolul deșertului (Shaytan al-Sahra) - Dalal
- 1955: Un crime d'amour
- 1955: Ahed El Hawa
- 1955: Le Bruit du bracelet
- 1955: L'Absente
- 1956: La Jeune Mariée - Seham
- 1957: Moi et mon cœur
- 1957: L'Évadé de l'amour
- 1957: Je ne dors pas - Saneya
- 1957: Rend mon cœur - Engi
- 1957: Un voyage amoureux
- 1957: Khaled Ben El Walid
- 1958: La Pure - Tahra
- 1958: L'Amour muet - Hoda
- 1958: Je n'ai que toi
- 1958: Les jeunes d'aujourd'hui
- 1959: La Lumière de la nuit
- 1959: Pitié de mon amour - Nadia
- 1959: Scandale au Zamalek - Amina
- 1959: Un cœur d'or
- 1959: Une histoire d'amour
- 1959: Le Béni
- 1959: Abou Ahmad - Amina
- 1960: Plus fort que la vie - Zeinab
- 1960: L'ange et le diable
- 1960: Antar Yakhro El Sahara - La reine Normane
- 1960: Lekaa Maa El Kheroub
- 1960: Les filles et l'été
- 1960: Adieu mon amour - Amani
- 1960: Le géant
- 1960: Sans retour
- 1961: Un rendez-vous avec le passé - Fatma
- 1961: Ressala Ela Allah
- 1961: Wahida - Wahida
- 1962: Bakaya Azraa
- 1962: Un jour sans le lendemain - Laïla
- 1962: Le musée hanté
- 1963: Le prix de l'amour - Souad
- 1963: Avec les souvenirs - Elham
- 1963: Nar Fy Sadry
- 1963: Les mains tendres - Gihane
- 1964: Karim Ebn El Cheikh
- 1968: Où est mon amour ?
- 1968: Ferssane El Gharam
- 1968: Lekaa El Ghorba
- 1968: El Saalik
- 1969: Baaer El Hermane - La mère de Nahed
- 1970: El Adwaa
- 1970: Le marché des femmes
- 1970: La rencontre des étrangers
- 1970: El Wady El Assfar
- 1971: Lamssette Hanane
- 1972: L'heure du voyage - Sonia
- 1972: Des loups sur la route
- 1972: Une maison de sable
- 1972: Une dernière nuit d'amour
- 1972: L'oiseau
- 1972: Adwaa El Madina
- 1973: Talate Fatenate Morahekate - Hoda
- 1973: Le clochard
- 1973: Zokarate Leilete El Hob
- 1973: El Banate Lazem Tetgawez
- 1973: Chelete Morahekine - Elham
- 1974: Habebty Chakeya Guedane
- 1974: Wakane El Hob
- 1974: Anessate wa Sayedate
- 1974: El Wafaa El Azim
- 1974: Le voyage de la vie - Madiha
- 1974 : El Hareb
- 1975: Laisse nous aimer
- 1975: Ne me laisse pas seul - Aziza
- 1975: Ya Rab Toba
- 1975: Les jeunes d'aujourd'hui
- 1976: Ana La Akla Wala Magnouna
- 1976: Morahaka mene El Aryaf - La mère de Hassan
- 1976: Le battement de cœur - La mère de Mona
- 1976: Rehlete El Ayam
- 1976: Adieu pour toujours - La mère de Cherif
- 1977: Le voleur de l'amour
- 1977: Un endroit pour l'amour
- 1977: Hafya Aala Guessr El Dahab - Liliane
- 1977: Endama Yaskote El Gassad - Engi
- 1977: Khataya El Hob
- 1977: Taer El leile El Hazine - Mohsena
- 1977: Azraa Wa Lakene
- 1977: Hamssate El Leile
- 1977: Ah Ya Lile Ya Zamane
- 1977: Un chat sur le feu - Amina
- 1978: Ayam Elaamer Madouda
- 1978: Une fille pas comme les autres
- 1978: Je veux de l'amour et de la tendresse - Fatma
- 1978: Demouaa Fy Aayoune Daheka
- 1978: El Melyonira El Nachala
- 1978: El Kady Wa El Galad - Laïla
- 1978: Tous dans le feu
- 1978: Le désir et le prix
- 1978: Keloub Fy Bahr El Demouaa - Hedeya
- 1979: Je vais écrire ton nom sur le sable - Lola
- 1979: El Malaaayne - Nafissa
- 1979: Yomhel Wala Yohmel - Chwikar
- 1979: Achek Tahte El Echeryne - Laïla
- 1979: Un volcan de larme
- 1980: Mon amour pour toujours
- 1980: Désolée, mais je demande le divorce
- 1980: Chafaf La Teaaraf El Kedb
- 1981: El Ketkat Wa El Samane - La mère de Nabil
- 1981: Je reviens sans larmes - La mère de Hoda
- 1982: Le dernier mot
- 1982: Aaroussa wa Gouz Erssane
- 1982: Wadaa Hobi Henak
- 1984: Elsada El Mertechoune
- 1984: El Aazraa wa El Chaar El Abyad
- 1984: Bahr El Awham - Laïla Hanem
- 1984: Le diable chante
- 1985: Le meurtre de Samira
- 1985: Mane Yadfaa El Tamane
- 1985: Tahte El Sote El Hady - La mère de Omar
- 1985: L'affaire de monsieur Ahmad
- 1985: Mon histoire en deux mots - La mère de Nawal
- 1985: Fetewete Darb El Aasal
- 1985: Bassamate fok El Maa
- 1986: Gouzour Fi El Hawa
- 1986: Les larmes du diable - La mère de Wafaa
- 1986: La dernière visite
- 1986: Désolé pour cette faute
- 1986: El Motarda El Akhira
- 1986: Ma fille et les loups
- 1986: Wassmete Aar - La mère de Elham
- 1986: El Heroub mene el khanka - Hala
- 1987: Une mission très difficile
- 1987: La maison hantée
- 1988: Viol d'une prof - La directrice d'école
- 1988: Le temps des interdits
- 1989: Mon cher, on est tous des voleurs
- 1989: Un mari à vendre
- 1989: La faute d'une mère
- 1991: El Barey wa El Galad
- 1991: Mawled Negm - Bassina
- 1991: Ehzara Hazihi El Maraa - La tante de Nadra
- 1992: Samara El Amir
- 1992: Mazbahete El Chorafa
- 1993: Fakh El Gawassiss
- 1993: Interrogation avec une fille - Khayreya
- 1394: L'amour entre parenthèses - La mère de Gihane
- 1994: Ceux qui ont dansé sur les escaliers - Engi
- 1994: La Teheb La Tekeb - Nabila Hanem El Cheretly
- 1994: Rakhbate
- 1996: Sommeil dans le miel
- 1999: Premier amour
- 2000: Baharys
- 2006: Un cappuccino
- 2007: Whatever Lola Wants - Madame Aïda